# Gatis Kalniņš
Gatis Kalniņš (Valmiera, 12 agosto 1981) è un allenatore di calcio ed ex calciatore lettone, di ruolo attaccante, tecnico in seconda del Valmiera.

## Carriera

### Club
Ha esordito in Virslīga nel 2000 con il Valmiera. Passato nello Skonto Rīga nel 2002, con il club vinse tre campionati consecutivi oltre ad una Coppa. Dal 2009 al 2011 ha militato nel Jūrmala-VV, salvo una breve parentesi con i ciprioti dell'Othellos Athienou tra settembre 2009 e febbraio 2010.
Chiuse la seconda parte della stagione 2011 nel Jelgava. Dal 2012 gioca nel Metta/LU.

## Nazionale
Tra il 2004 e il 2007 ha disputato 19 gare con la nazionale, mettendo a segno 1 rete.
Ha esordito il 19 febbraio 2004, giocando titolare la partita contro l'Ungheria valida per il Torneo Internazionale di Cipro; la sua unica rete è stata messa a segno il 28 dicembre 2005 contro l'Oman in una partita valida per la King's Cup, contribuendo alla vittoria del torneo.

## Statistiche

### Cronologia presenze e reti in Nazionale
| Cronologia completa delle presenze e delle reti in nazionale ― Lettonia | Cronologia completa delle presenze e delle reti in nazionale ― Lettonia | Cronologia completa delle presenze e delle reti in nazionale ― Lettonia | Cronologia completa delle presenze e delle reti in nazionale ― Lettonia | Cronologia completa delle presenze e delle reti in nazionale ― Lettonia | Cronologia completa delle presenze e delle reti in nazionale ― Lettonia | Cronologia completa delle presenze e delle reti in nazionale ― Lettonia | Cronologia completa delle presenze e delle reti in nazionale ― Lettonia |
| Data                                                                    | Città                                                                   | In casa                                                                 | Risultato                                                               | Ospiti                                                                  | Competizione                                                            | Reti                                                                    | Note                                                                    |
| ----------------------------------------------------------------------- | ----------------------------------------------------------------------- | ----------------------------------------------------------------------- | ----------------------------------------------------------------------- | ----------------------------------------------------------------------- | ----------------------------------------------------------------------- | ----------------------------------------------------------------------- | ----------------------------------------------------------------------- |
| 19-2-2004                                                               | Limassol                                                                | Ungheria                                                                | 2 – 2                                                                   | Lettonia                                                                | Torneo internazionale di Cipro                                          | -                                                                       |                                                                         |
| 21-2-2004                                                               | Larnaca                                                                 | Lettonia                                                                | 1 – 4                                                                   | Bielorussia                                                             | Torneo internazionale di Cipro                                          | -                                                                       | 62’                                                                     |
| 1-12-2004                                                               | Riffa                                                                   | Oman                                                                    | 3 – 2                                                                   | Lettonia                                                                | Coppa del Primo Ministro                                                | -                                                                       | 53’                                                                     |
| 3-12-2004                                                               | Riffa                                                                   | Bahamas                                                                 | 2 – 2 dts (4 - 2 dtr)                                                   | Lettonia                                                                | Coppa del Primo Ministro                                                | -                                                                       | 64’                                                                     |
| 8-2-2005                                                                | Strovolos                                                               | Finlandia                                                               | 2 – 1                                                                   | Lettonia                                                                | Torneo internazionale di Cipro                                          | -                                                                       | 55’                                                                     |
| 9-2-2005                                                                | Limisso                                                                 | Austria                                                                 | 1 – 1                                                                   | Lettonia                                                                | Torneo internazionale di Cipro                                          | -                                                                       | 90'+1’                                                                  |
| 21-5-2005                                                               | Kaunas                                                                  | Lituania                                                                | 2 – 0                                                                   | Lettonia                                                                | Coppa del Baltico 2005                                                  | -                                                                       | 29’                                                                     |
| 8-10-2005                                                               | Riga                                                                    | Lettonia                                                                | 2 – 2                                                                   | Giappone                                                                | Amichevole                                                              | -                                                                       | 62’                                                                     |
| 12-10-2005                                                              | Tallinn                                                                 | Portogallo                                                              | 3 – 0                                                                   | Lettonia                                                                | Qual. Mondiali 2006                                                     | -                                                                       | 57’                                                                     |
| 12-11-2005                                                              | Vicebsk                                                                 | Bielorussia                                                             | 3 – 1                                                                   | Lettonia                                                                | Amichevole                                                              | -                                                                       | 56’                                                                     |
| 24-12-2005                                                              | Phang Nga                                                               | Thailandia                                                              | 1 – 1                                                                   | Lettonia                                                                | King's Cup 2005                                                         | -                                                                       | 88’                                                                     |
| 26-12-2005                                                              | Phuket                                                                  | Corea del Nord                                                          | 1 – 1                                                                   | Lettonia                                                                | King's Cup 2005                                                         | -                                                                       | 75’                                                                     |
| 28-12-2005                                                              | Phuket                                                                  | Oman                                                                    | 1 – 2                                                                   | Lettonia                                                                | King's Cup 2005                                                         | 1                                                                       | 80’                                                                     |
| 30-12-2005                                                              | Phuket                                                                  | Corea del Nord                                                          | 1 – 2                                                                   | Lettonia                                                                | King's Cup 2005                                                         | -                                                                       | 61’                                                                     |
| 28-5-2006                                                               | East Hartford                                                           | Stati Uniti                                                             | 1 – 0                                                                   | Lettonia                                                                | Amichevole                                                              | -                                                                       | 83’                                                                     |
| 6-9-2006                                                                | Hesperange                                                              | Lussemburgo                                                             | 0 – 0                                                                   | Lettonia                                                                | Amichevole                                                              | -                                                                       | 80’                                                                     |
| 11-10-2006                                                              | Belfast                                                                 | Irlanda del Nord                                                        | 1 – 0                                                                   | Lettonia                                                                | Qual. Euro 2008                                                         | -                                                                       | 78’                                                                     |
| 6-2-2007                                                                | Limassol                                                                | Bulgaria                                                                | 2 – 0                                                                   | Lettonia                                                                | Torneo internazionale di Cipro                                          | -                                                                       | 80’                                                                     |
| 7-2-2007                                                                | Limassol                                                                | Ungheria                                                                | 2 – 0                                                                   | Lettonia                                                                | Torneo internazionale di Cipro                                          | -                                                                       | 86’                                                                     |
| Totale                                                                  |                                                                         | Presenze                                                                | 19                                                                      |                                                                         | Reti                                                                    | 1                                                                       |                                                                         |

## Palmarès

### Club
- Campionato lettone: 3

Virslīga 2002, Virslīga 2003, Virslīga 2004
- Coppa di Lettonia: 1

2002

### Nazionale
- King's Cup

2005